# Национальная библиотека Вануату
Национальная библиотека Вануату расположена в Культурном центре Вануату в городе Порт-Вила. Содержит около 15 000 книг и выполняет две функции: национального хранилища редких и специальных документов, а также публичной библиотеки. Она основана в апреле 2004 года.
В библиотеке имеется две «специальных коллекции», одна посвящена Вануату, а вторая — другим островам Тихого Океана. Библиотека содержит около 500 редких библиотечных единиц хранения, посвящённых Вануату, в основном это коллекция редких книг. «Редкие и специальные» единицы хранения включают «антропологические и археологические материалы, произведения искусства и материалы о нём, автобиографические записи и биографии, большой раздел работ по языкам Вануату, истории миссионерства, устные предания, культурные, исторические и политические документы, журналы, газеты и периодические издания».
Главный библиотекарь Национальной библиотеки Вануату — госпожа Anne Naupa.